# Microdon seabrai
Microdon seabrai är en tvåvingeart som först beskrevs av Nelson Papavero 1962.  Microdon seabrai ingår i släktet myrblomflugor, och familjen blomflugor. Inga underarter finns listade i Catalogue of Life.